# 徐容
徐容（1436年—？），字文量，直隸蘇州府崑山縣人，明朝政治人物。進士出身。

## 生平
應天府鄉試第二十一名。成化二年（1466年）丙戌科會試第一百八十七名，殿試登進士第二甲第二十九名。

## 家族
曾祖徐福。祖父徐繼宗。父亲徐裕。